# زبان‌های تسزی
زبان‌های تسزی (انگلیسی: Tsezic languages) (که دیدویی هم نامیده می‌شوند) یکی از هفت شاخه اصلی خانواده زبانی قفقازی شمال شرقی است. براساس آخرین تحقیقات این شاخه به شاخه‌های دیگر تسزی-هینوخی و بژتایی-هونزیبی-خوارشی تقسیم می‌شود. پیشتر این شاخه زبانی به دو منطقه جغرافیایی تسزی شرقی (هینوخی و بژتایی) و تسزی غربی (تسزی، خوارشی و هونزیبی) تقسیم می‌شد. زبان آواری به عنوان زبان مکتوب برای گویشوران زبان‌های تسزی به کار می‌رود.

## انشعابات درونی
شولز (۲۰۰۹) شجره زبانی زیر را برای زبان‌های تسزی اراپه می‌دهد:
- تسزی-هینوخی
  - تسزی: ۱۵٬۴۰۰ گویشور
  - هینوخی: ۵۵۰ گویشور
- بژتایی-هونزیبی-خوارشی
  - بژتا ۶٬۲۰۰ گویشور
  - هونزیبی ۱٬۸۴۰ گویشور
  - خوارشی ۱٬۸۷۰ گویشور